# Trapa europaea
Trapa europaea là một loài thực vật có hoa trong họ Lythraceae. Loài này được Fler. miêu tả khoa học đầu tiên.